# Paul Véronge de la Nux

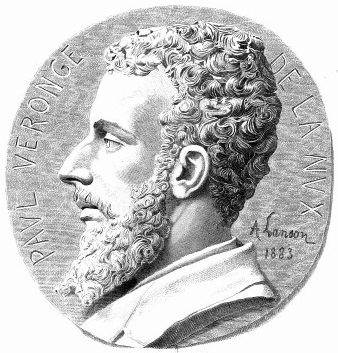
Paul Véronge de la Nux

Paul Véronge de la Nux (* 29. Juni 1853 in Fontainebleau; † 6. Juni 1928 in Paris) war ein französischer Komponist.

## Leben
Paul Véronge de la Nux studierte am Pariser Konservatorium und gewann 1876 mit der Kantate Judith nach Paul Hillemacher den Zweiten Premier Grand Prix de Rome. Er wirkte als „Chef de Chant“ am Théâtre de la Renaissance, das zwischen 1893 und 1899 unter der Leitung von Sarah Bernhardt stand.
Er komponierte drei Opern: David Rissio (1878), Lucrèce und Zaïre. Letztere nach einem Libretto von Édouard Blau und Louise Besson wurde an der Pariser Oper aufgeführt. Weiterhin komponierte er eine Ouverture symphonique, Liederzyklen und kammermusikalische Werke, darunter mehrere Klarinetten- und Posaunenstücke für die Instrumentalwettbewerbe am Konservatorium. 1903 wurde er als Ritter der Ehrenlegion ausgezeichnet.